# Michael Møller
Michael Møller, né le 9 novembre 1952 à Copenhague, est un diplomate danois et fonctionnaire international. Il est sous-secrétaire général des Nations unies et directeur général de l'Office des Nations unies à Genève (ONUG) de novembre 2013 à mai 2019. 
Il a exercé la fonction de directeur exécutif de la fondation Kofi Annan (en) de 2008 à 2011 puis a rejoint le conseil de cette fondation en juillet 2019.

## Biographie

### Formation
Michael Møller a suivi des études en sciences politiques à l'université d'Aarhus, au Danemark. En 1976, il obtient sa licence en relations internationales à l'université du Sussex, au Royaume-Uni, puis un master en relations internationales, en 1978, à l'université Johns-Hopkins, sur le campus européen de la Paul H. Nitze School of Advanced International Studies à Bologne en Italie, où il s'est spécialisé dans les organisations internationales et la Communauté économique européenne.

### Carrière aux Nations unies
Michael Møller a commencé sa carrière en 1979 au siège du Haut Commissariat des Nations unies pour les réfugiés (HCR) à Genève en tant que chargé de programmes et conseiller juridique, avant d’être nommé assistant au directeur de la Division des services de la protection internationale. En 1982, il est promu représentant adjoint du bureau régional pour les Caraïbes à New York, fonction qu'il exerce jusqu'en 1985. Il est ensuite successivement :
- assistant spécial du Sous-Secrétaire général, Bureau des services du Secrétariat pour les questions économiques et sociales (1985-1987)
- assistant spécial du Sous-secrétaire général chargé du Centre des Nations unies contre l’apartheid, Département des affaires politiques (DAP) (1988-1992)
- assistant spécial du Sous-secrétaire général pour les affaires politiques, DAP (1992)
- directeur adjoint, division des Amériques, DAP (1994)
- spécialiste des questions politiques, Bureau du conseiller spécial du Secrétaire général (1994-1995)
- chef du bureau du Secrétaire général adjoint aux affaires politiques au siège de l’ONU (1997-2001)
- directeur, chargé des affaires politiques, des affaires de maintien de la paix et des affaires humanitaires au Cabinet du Secrétaire général, et directeur de cabinet adjoint par intérim auprès du Secrétaire général (2001-2006).

### Genève, Suisse
- Administrateur de programmes et juriste, HCR (1979)
- Assistant du directeur, division de la protection internationale, HCR (1979-1982)
- Conseiller politique principal auprès du directeur général de l’ONUG (1995-1997)

### Autres
- Conseiller politique auprès de l’équipe d’inspection militaire des Nations unies en Iran (1985)
- Chef du Bureau auxiliaire pour le sud du Mexique, HCR (1987-1988)
- Chef de la Mission civile internationale conjointe Nations unies/Organisation des États américains en Haïti, MICIVIH (1993)[1]
- Sous-secrétaire général des Nations unies, représentant spécial du Secrétaire général pour Chypre et chef de l’Opération de maintien de la paix de l’ONU à Chypre, UNFICYP (2006-2008)[2]
- Directeur exécutif, Fondation Kofi Annan (2008-2011)

### Directeur général de l'Office des Nations unies à Genève
Le 5 novembre 2013, le secrétaire général des Nations unies, Ban Ki-moon, nomme Michael Møller directeur général par intérim de l'Office des Nations unies à Genève (ONUG), poste auquel il est nommé en titre en juin 2015. 
En sa qualité de directeur général, M. Møller supervise toutes les activités de l'ONUG et représente le secrétaire général. Il entretient la coopération avec les agences et programmes spécialisés basés en Suisse et en Europe, avec d’autres organisations inter-gouvernementales et non-gouvernementales, ainsi qu’avec d’autres institutions dont les instituts académiques et de recherche. Il a par ailleurs contribué à approfondir la collaboration au sein de Genève et à communiquer l’importance du travail accompli dans cette ville. En reconnaissance de son travail pour la promotion de la Genève internationale, la Ville de Genève a récompensé M. Møller, en mai 2016, en lui remettant la médaille « Genève reconnaissante ». En octobre 2016, c’est l’Union Suisse des Attachés de Presse (USAP) qui l’a récompensé en lui décernant son « Prix d’Excellence en Communication », avant que la Fondation pour Genève ne lui décerne à son tour, en mars 2017, son prestigieux « Prix de la Fondation », en reconnaissance de son travail visant à promouvoir la Genève internationale.
Michael Møller est également secrétaire général de la Conférence du désarmement. Convaincu par sa capacité à faire progresser le désarmement multilatéral, Michael Møller a souvent évoqué sa déception face à l'incapacité de cet organe à élaborer un consensus réel au cours des dernières décennies, soutenant que les États doivent s’engager, aujourd’hui plus que jamais, à établir un monde plus sûr pour tous.

### Développement durable
Depuis que l’Assemblée générale des Nations unies a adopté le 25 septembre 2015 le Programme de développement durable à l’horizon 2030, Michael Møller a promu Genève comme le centre opérationnel des objectifs mondiaux, mettant l’accent sur les plus de 70 organisations travaillant à Genève pour atteindre les 17 Objectifs de développement durable (ODD). Selon M. Møller, Genève ne rassemble pas seulement une richesse inégalée d’expertise technique et de savoir-faire institutionnel, mais permet également le développement de partenariats nécessaires pour atteindre les ODD, dont il a fait une priorité pour l’ONUG depuis sa prise de fonctions.
À cette fin, M. Møller a créé, en décembre 2016, le Laboratoire ODD, une entité au sein de son bureau qui soutient l’éventail d’acteurs présents à Genève et qui travaillent à la mise en œuvre du Programme 2030, en mobilisant « les compétences et les connaissances pour les traduire en politiques, en pratiques et en actes ».

### Projet de changement de perception
Depuis sa nomination au poste de directeur général de l'ONUG, Michael Møller a cherché à améliorer la vision trop souvent erronée du travail des Nations unies et de ses partenaires à Genève. Bien qu’elles passent souvent inaperçues, M. Møller aime à souligner que les décisions et les règles mises en place dans cette ville servent à l’amélioration de la vie de chacun. Dans un entretien datant d’avril 2014, M. Møller a déclaré que « tout ce qui se fait ici, à Genève, a un impact direct sur chaque personne sur cette planète, dans n'importe quelle période de 24 heures ».
Pour faire connaître l’impact et l’importance du travail accompli à Genève, M. Møller a lancé le Projet de changement de perception (PCP), au sein de son bureau, en 2014. Trois années plus tard, en juin 2017, le PCP recensait plus de 100 partenaires, dont des organes des Nations unies et autres organisations internationales, des ONG, des Missions permanentes et autres fondations, travaillant ensemble à faire connaître l’importance du travail réalisé à Genève et au-delà, ainsi qu’à faciliter le partage des connaissances,.

### Plan stratégique patrimonial
Le Plan stratégique pour la préservation du patrimoine du Palais des Nations est une priorité que Michael Møller a prise à cœur dès sa nomination au poste de directeur général de l’ONUG. Construit dans les années 1930, le Palais des Nations n’a bénéficié jusque-là que de rénovations partielles, et des travaux considérables sont aujourd’hui nécessaires, pour ce centre de conférences des plus fréquentés au monde accueillant plus de 12 000 conférences chaque année. M. Møller, instigateur du processus de planification des travaux de rénovation, a confirmé en septembre 2015 que le Conseil fédéral suisse accorderait à l’ONU un prêt sans intérêt de 400 millions de francs pour supporter les importants travaux de rénovation de ce bâtiment historique, dont le coût total est estimé à 837 millions de francs. Les travaux ayant débuté en 2017, le projet a pour objectif d’être achevé en 2023.

### Champions de l’égalité des sexes – Genève
Le 1er juillet 2015, Michael Møller s’est réuni avec Pamela Hamamoto, Représentante permanente des États-Unis d’Amérique à Genève, et Caitlin Kraft-Buchman, directrice exécutive de Women@TheTable, pour lancer l’initiative internationale « Champions de l’égalité des sexes – Genève », un réseau de femmes et d’hommes leaders et décideurs engagés, déterminés à mettre en œuvre des changements significatifs pour l’égalité des genres. Comme tous les autres Champions de l’égalité des sexes, M. Møller s’est engagé à ne participer qu’à des panels garantissant la représentation des deux sexes. Il s’engage également à la création d’un cadre stratégique pour l’égalité des sexes à l’ONUG. M. Møller tient sa promesse et dévoile la nouvelle politique d’égalité des sexes et d’autonomisation des femmes de l’ONUG en 2016. En 2016 également, les Champions de l’égalité des sexes – Genève ont pris une envergure internationale en ouvrant une antenne à New York, devenant ainsi les « Champions internationaux de l’égalité des sexes ». D’autres antennes de Champions de l’égalité des sexes sont en train de se mettre en place à Bonn, Berlin, Vienne, Rome, Nairobi et ailleurs. Le Secrétaire général, António Gutteres, est également un « Champion de l’égalité des sexes » comme le sont également la majorité des hauts fonctionnaires des Nations unies.

### Industrie du tabac
Peu avant de quitter ses fonctions comme directeur de l'ONU à Genève, Michael Møller plaide en faveur de la participation des entreprises de l'industrie du tabac aux discussions conduites sous l'égide de l'Organisation mondiale de la santé. Cette participation est exclue par la Convention-cadre de l'OMS pour la lutte antitabac.
L'alliance pour la Convention-cadre, une confédération d'associations de lutte contre le tabagisme, et la Coalition mondiale pour la santé circulatoire, une coalition d'acteurs dans le domaine de la santé cardiaque, appellent le Secrétaire général des Nations unies António Guterres à rejeter la note de Michael Møller,.

## Après les Nations unies
Michael Møller préside le forum diplomatique de la fondation « Geneva Science and Diplomacy Anticipator ». Il est également conseiller principal chez Macro Advisory Partners et membre des conseils de plusieurs fondations, dont la fondation Kofi Annan (en) depuis le 1er juillet 2019.

## Distinctions
Le 30 octobre 2019, il reçoit la bourgeoisie d'honneur de la ville de Genève.

## Vie privée
Grâce au travail de diplomate de son père, M. Møller a commencé à voyager à l’âge de 5 ans et a vécu au Danemark, au Royaume-Uni, en Allemagne, en France, en Tchécoslovaquie, en Italie, en Grèce, en Algérie, en Suisse, en Iran, en Haïti, aux Etats-Unis, au Mexique, autant de destinations qui le font se décrire comme un « migrant perpétuel ». De langue maternelle danoise, il parle couramment le français, l’anglais, l’espagnol, l’allemand, l’italien et le grec. M. Møller est passionné d’art, et notamment président honoraire de ART for the World (en), une organisation non-gouvernementale associée au Département de l'information des Nations unies (DPI), qui vise à créer un dialogue constructif sur les droits de l’homme et le développement à travers le langage universel de l’art.